# Cour d'Alger
Pour les articles homonymes, voir Cour d'Alger (Paris).
La Cour d'Alger est la plus grande juridiction wilayale d'Algérie par le nombre d'affaires traitées par les tribunaux relevant de sa circonscription qui s'étend sur la wilaya d'Alger.
Les principaux locaux de cette cour d'appel se trouvent dans la commune d'Hussein Dey dans la banlieue d'Alger.

## Histoire
Première cour d'appel créée par la France en Algérie, la cour d'appel d'Alger est une des trois cours d'appel qui existaient sur le territoire algérien à l'indépendance du pays. Elle est alors maintenue en vertu de la loi no 62-157 du 31 décembre 1962. Depuis l'entrée en vigueur de l'ordonnance no 65-278 du 16 novembre 1965, elle porte le nom de « cour ».

## Présidents de Cour
| Président de Cour    | Début              | Fin                |
| -------------------- | ------------------ | ------------------ |
| El-Hadi Mostefaï.    | 1963               |                    |
| Ahmed Medjehoud      | 7 février 1975     | 15 juillet 1976    |
| Ali Affar            | 1er février 1980   | 12 novembre 1981   |
| Mohamed Lamine Kafi  | 12 novembre 1981   | 21 juillet 1983    |
| Salah Salem          | 27 septembre 1983  | 31 octobre 1988    |
| Djamel Bouzertini    | 1er novembre 1988  | 30 octobre 1989    |
| Ahmed Boulemaiz      | 2 novembre 1989    | 26 juillet 1992    |
| Kamel Bouchaouche    | 26 juillet 1992    | 27 juillet 1996    |
| Saïd Bouhallas       | 3 août 1996        | 7 août 2000        |
| Mohamed Kara Mostefa | 7 août 2000        | 7 août 2001        |
| Mohamed Zitouni      | 7 août 2001        | 2 novembre 2003    |
| Khaled Achour        | 2 novembre 2003    | 15 septembre 2004  |
| Messaoud Boufercha   | 15 septembre 2004  | 9 juillet 2006     |
| Abdelhamid Lamraoui  | 1er octobre 2006   | 1er septembre 2007 |
| Seddik Touati        | 1er septembre 2007 | 1er septembre 2010 |
| Abdelkader Hamdane   | 1er septembre 2010 | 9 juillet 2011     |
| Slimane Brahimi      | 9 juillet 2011     | 9 juin 2015        |
| Abdi Ben Younès      | 9 juin 2015        | 27 juillet 2016    |
| Mokhtar Ben Harradj  | 27 juillet 2016    | En cours           |

## Procureurs généraux
| Procureur général   | Début              | Fin                |
| ------------------- | ------------------ | ------------------ |
| Abdelhamid Hamada   | 1er décembre 1962  | 3 janvier 1964     |
| Mohamed Kaïd Hamoud | 20 juin 1964       | 13 juin 1967       |
| Miloud Ben Feghoul  | 28 juin 1967       | 28 juin 1969       |
| Lakhdar El Aggoune  | 1er septembre 1969 | 19 octobre 1973    |
| Abdelkader Bounabel | 18 juillet 1974    | 18 juillet 1975    |
| Cherif Derbal       | 18 juillet 1975    | 29 mars 1977       |
| Ahmed Djebbour      | 11 février 1980    | 21 novembre 1981   |
| Bachir Mimouni      | 21 novembre 1981   | 26 octobre 1986    |
| Ahmed Mebtouche     | 26 octobre 1986    | 10 septembre 1988  |
| Abed Yahiaoui       | 10 septembre 1988  | 17 juillet 1989    |
| Kaddour Berradjah   | 2 novembre 1989    | 28 juillet 1990    |
| Abdelmalek Sayah    | 28 juillet 1990    | 27 juillet 1996    |
| Mourad Zeghir       | 27 juillet 1996    | 2 août 2000        |
| Kaddour Berradjah   | 2 août 2000        | 1er octobre 2006   |
| Douadi Medjerab     | 1er octobre 2006   | 1er septembre 2007 |
| Belkacem Zeghmati   | 1er septembre 2007 | 28 février 2016    |
| Hachemi Brahmi      | 28 février 2016    | 27 juillet 2016    |
| Aïssa Ben Kathir    | 27 juillet 2016    | 2016               |

## Juges
L'effectif des juges qui exercent au niveau des tribunaux de la cour d'Alger se répartit comme suit :
- 102 juges exerçant au siège de la cour d'Alger ;
- 191 juges exerçant dans les tribunaux et annexes.

## Tribunaux
La Cour d'Alger chapeaute six tribunaux au niveau de la wilaya d'Alger :
- Tribunal de Dar El Beïda.
- Tribunal de Hussein Dey.
- Tribunal de Bir Mourad Raïs.
- Tribunal de Sidi M'Hamed.
- Tribunal de Bab El Oued.
- Tribunal d'El Harrach.
- Tribunal de Rouiba.

## Compétence territoriale
La compétence territoriale des tribunaux de la cour d'Alger est la suivante :
| Tribunal        | Daïras                   | Communes                                                                                  |
| --------------- | ------------------------ | ----------------------------------------------------------------------------------------- |
| Sidi M'Hamed    | Daïra de Sidi M'Hamed    | Sidi M'Hamed • Alger-Centre • Mohamed Belouizdad • El Madania • El Mouradia               |
| Bab El Oued     | Daïra de Bab El Oued     | Bab El Oued • Bologhine Ibnou Ziri • Casbah • Oued Koriche • Bains Romains • Raïs Hamidou |
| Bir Mourad Raïs | Daïra de Bir Mourad Raïs | Bir Mourad Raïs • Hydra • Birkhadem                                                       |
| Bir Mourad Raïs | Daïra de Bouzareah       | Bouzaréah • Béni Messous • Dély Brahim • El Biar • Ben Aknoun                             |
| Hussein Dey     | Daïra de Hussein Dey     | Hussein Dey • Kouba • Djasr Kasentina • Bachedjarah • El Magharia • Bourouba              |
| El Harrach      | Daïra d'El Harrach       | El Harrach • Mohammadia • Oued Smar • Baraki • Les Eucalyptus                             |
| Dar El Beïda    | Daïra de Dar El Beïda    | Dar El Beïda • Bab Ezzouar • Bordj El Kiffan                                              |

## Ancienne chambre administrative
Jusqu'au 25 mars 2010, date de l'installation du tribunal administratif d'Alger, la cour était compétente en matière de contentieux administratif et son traitement était confié à une chambre spécialisée, la chambre administrative.

## Tribunal criminel
La Cour d'Alger traite des affaires criminelles se rapportant à plusieurs catégories :
- Crimes contre la sûreté de l'État (terrorisme et sabotage).
- Crimes contre la famille et les mœurs publiques.
- Crimes contre les personnes.
- Crimes financiers.
- Crimes économiques.
- Crimes de détournement de biens publics.
- Autres crimes.

## Chambres

### Chambre civile
L'activité judiciaire de la chambre civile de la Cour d'Alger concerne :
- les affaires foncières.
- les affaires de commerce maritime.
- les affaires urgentes.
- les affaires familiales.
- les affaires sociales.
- les affaires civiles.

### Chambre pénale
L'activité judiciaire de la chambre pénale de la Cour d'Alger concerne :
- les affaires pénales.
- les affaires des mineurs.
- les affaires de la chambre d'accusation.
- les affaires criminelles.

## Centres pénitentiaires
Les peines de prison prononcées par la Cour d'Alger sont purgées au niveau de deux centres pénitentiaires :
- Établissement de rééducation et de réadaptation d'El Harrach[38].
- Établissement de rééducation et de réadaptation de Koléa[39].

## Jumelage
La cour d'Alger est jumelée avec la cour d'appel de Paris.